# Янша, Лоренц
Лоренц Янша (словен. Lovro Jansa; 30 июня 1749, Брезница, Жировница — 1 апреля 1812[…], Вена) — австрийский художник-пейзажист и гравёр словенского происхождения, брат художника и пчеловода Антона Янши.

## Биография
Лоренц Янша родился 30 июня 1749 года в семье фермера Матиаса Янши (1683—1752) и его жены Лючии Янши (урождённой Дебеллак; 1705—1781). Его старшим братом был Антон Янша (1734—1773), который впоследствии стал художником и пчеловодом. У Лоренца Янши ещё кроме Антона Янши было ещё несколько братьев и сестёр: Нежа Янша (род. 1729), Полона Янша (род. 1732), Урсула Янша (род. 1734), Янез Янша (род. 1738), Якоб Янша (род. 1741), Мария Янша (род. 1744) и Валентин Янша (1747—1818). Лоренц Янша был принят в Венскую академию гравёров около 1770 года; там он получил образование в области пейзажного рисунка у Иоганна Кристиана Бранда. Его другим учителем был Франц Эдмунд Вейроттер.
С 1780 года он также работал над гравюрами. В 1785 году Лоренц Янша стал сотрудником венского издательства Artaria Collection de 50 vues de la ville de Vienne; он написал акварельные рисунки для семи листов, в основном пейзажных. Впоследствии художник сосредоточился на создании ведутов и видов на окрестности Вены и другие районы, которые були опубликованы в виде гравюр, например Иоганна Циглера, в различных венских издательствах и получили широкое распространение.
В 1803 году он нарисовал по шаблону большую панораму Вены, которая была выставлена в витрине, Пратере и других городах.
В 1797 году Лоренц Янша стал корректором в классе пейзажного рисунка Венской академии, сменив Карла Филиппа Шалля. В 1806 году после смерти Фридриха Августа Бранда он был назначен главой Магистерской школы; в 1811 году ему также было присвоено звание профессора.
Лоренц Янша умер 1 апреля 1812 года в возрасте 62 лет в Вене.
Его старший брат Антон, начинал как художник рисовать, но бросил это занятие, чтобы стать пчеловодом и был пионером современного пчеловодства.

## Личная жизнь
Лоренц Янша был женат на Терезии Ринден (1760—1806), дочери часовщика Иоганна Михаэля Риндена, их брак был заключён в 1786 году в Вене.